# صليئة (حبيل جبر)
صليئة هي إحدى قرى عزلة حبيل جبر بمديرية حبيل جبر التابعة لمحافظة لحج، بلغ تعداد سكانها 212 نسمة حسب تعداد اليمن لعام 2004.